# The Highwaymen (film)
Pour les articles homonymes, voir The Highwaymen.
Pour plus de détails, voir Fiche technique et Distribution.
The Highwaymen est un film américain réalisé par John Lee Hancock, sorti en 2019 sur Netflix.

## Synopsis

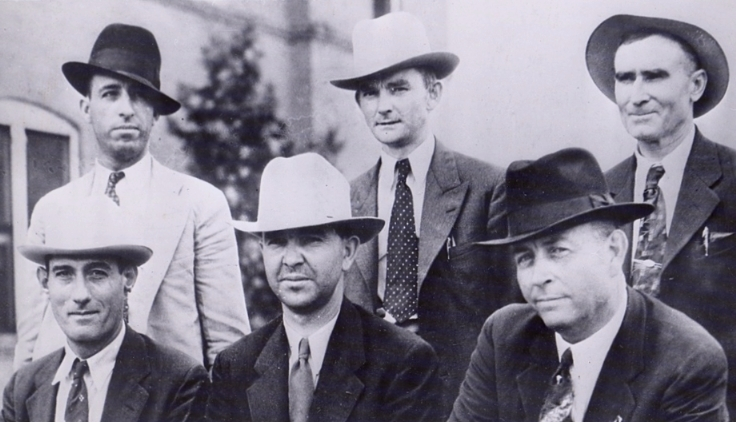
Le Gibsland Posse ayant tué Bonnie et Clyde. En haut de gauche à droite : Hinton, Oakley, Gault ; assis : Alcorn, Jordan et Hamer

Dans les années 1930, les Texas Rangers Frank Hamer et Maney Gault sortent de leur retraite pour traquer Bonnie et Clyde.

## Fiche technique
Sauf indication contraire, les informations mentionnées dans cette section peuvent être confirmées par la base de données cinématographiques IMDb,  présente dans la section « Liens externes ».
- Titre original : The Highwaymen
- Réalisation : John Lee Hancock
- Scénario : John Fusco, Scott Frank et John Lee Hancock
- Direction artistique : Susan Benjamin
- Décors : Michael Corenblith
- Costumes : Amy Krebsbach
- Photographie : John Schwartzman
- Montage : Robert Frazen
- Musique : Thomas Newman
- Production : Casey Silver

Producteur délégué : Michael J. Malone
Producteur associé : Matthew Reynolds
- Société de production : Casey Silver Productions et Universal Pictures
- Société de distribution : Netflix
- Budget : 49 000 000 $[3]
- Pays d'origine :  États-Unis
- Langue originale : anglais
- Format : couleur
- Genre : drame historique, policier
- Durée : 132 minutes
- Dates de sortie[4] :
  -  États-Unis : 10 mars 2019 (avant-première au festival South by Southwest)
  -  États-Unis : 15 mars 2019 (sortie limitée en salles)
  -  Mondial : 29 mars 2019 (sur Netflix)

## Distribution
- Kevin Costner (VF : Bernard Lanneau) : Frank Hamer
- Woody Harrelson (VF : Jérôme Pauwels) : Maney Gault

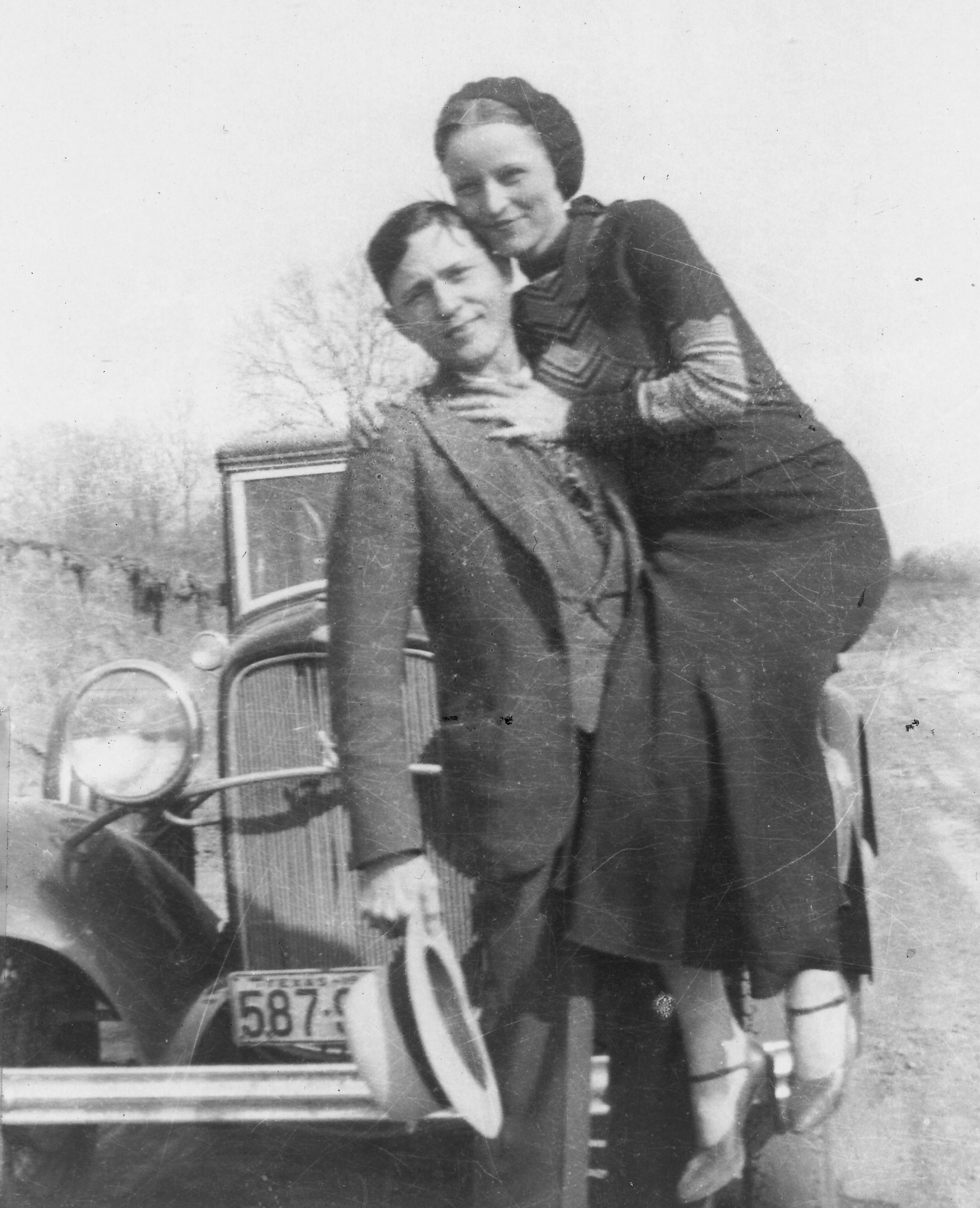
Clyde et Bonnie, en mars 1933.

- Kathy Bates (VF : Denise Metmer) : Miriam « Ma » Ferguson
- Kim Dickens (VF : Ariane Deviègue) : Gladys Hamer
- John Carroll Lynch (VF : Jean-François Aupied) : Lee Simmons
- Thomas Mann (VF : Gabriel Bismuth-Bienaimé) : Ted Hinton (en)
- William Sadler (VF : Jean-Claude Donda) : Henry Barrow
- W. Earl Brown (VF : Bernard Bollet) : Ivy Methvin
- Jesse C. Boyd : Ray Hamilton
- Jane McNeill : Emma Parker
- David Furr : John Quinn
- Jason Davis : Agent Kendale
- Emily Brobst : Bonnie Parker
- Edward Bossert : Clyde Barrow

## Production

### Genèse et développement
En 2013, il est annoncé qu'Universal Pictures développe le film The Highwaymen sur les Texas Rangers vétérans qui ont stoppé Bonnie et Clyde. Ce projet avait un temps été envisagé pour Paul Newman et Robert Redford.
En juin 2017, Netflix est en négociations pour reprendre le projet, alors que Woody Harrelson et Kevin Costner sont annoncés dans les rôles principaux et John Lee Hancock au poste de réalisateur. Ce dernier procède par ailleurs à quelques réécritures du script de John Fusco. Le film est produit par Casey Silver. En février 2018, John Lee Hancock, Woody Harrelson et Kevin Costner sont confirmés. Le budget du film est de 49 millions de dollars.
Alors que Kevin Costner et Woody Harrelson incarnent respectivement les Texas Rangers Frank Hamer et Maney Gault, ils sont rejoints par Kathy Bates, John Carroll Lynch, Kim Dickens, Thomas Mann, William Sadler,.

### Tournage
Le tournage débute le 12 février 2018 à La Nouvelle-Orléans et doit durer jusqu'au 10 avril 2018. Il a lieu également dans d'autres villes de Louisiane : Covington, LaPlace, Hammond, Baton Rouge et Donaldsonville.

## Accueil
Le film reçoit des critiques mitigées. Sur l'agrégateur américain Rotten Tomatoes, il récolte 53% d'opinions favorables pour 109 critiques et une note moyenne de 5,85⁄10. Sur Metacritic, il obtient une note moyenne de 58⁄100 pour 27 critiques.